# Шешум, Жарко
Жарко Шешум (серб. Жарко Шешум / Žarko Šešum; род. 16 июня 1986) — сербский гандболист, защитник немецкой команды «Kadetten Schaffhausen» и сборной Сербии.

## Карьера

### Клубная
Воспитанник школы клуба «Синтелон». Выступал за эту команду до 2007 года, в 2005 году благодаря своей игре получил приз лучшего молодого спортсмена Сербии и Черногории. Талантом Жарко заинтересовался ряд гандбольных клубов, особенный интерес проявлял «Гамбург». Однако в феврале 2007 года Жарко предпочёл немецкой команде венгерский клуб «Веспрем», за которую выступал до 2011 года. В составе венгерского клуба он выиграл в 2008 году Кубок обладателей Кубков и чемпионат Венгрии. В 2010 году Шешум перебрался в Германию, уже в «Рейн-Некар Лёвен»: он планировал перейти только в 2011 году, но из-за травмы Михаэля Мюллера в сентябре месяце Жарко перешёл в клуб досрочно. Он помог ему выиграть Кубок ЕГФ в 2013 году. В июле 2018 года стало известно, что Шешум заключил с швейцарский клуб Kadetten Schaffhausen 3-летний контракт.

### В сборной
Шешум привлекался в молодёжную сборную Сербии и Черногории. На молодёжном чемпионате Европы 2006 года, проходившем в августе в австрийском Инсбруке, Жарко был признан лучшим игроком турнира. В основной сборной Жарко сыграл 124 игры и забил 301 гол. В составе сербской сборной он играл на чемпионате мира 2011 года, Олимпиаде 2012 года и чемпионате Европы 2012 года (на последнем турнире он стал серебряным призёром). На том турнире в полуфинале против Хорватии кто-то из фанатов сборной Сербии бросил бутылку в Шешума, и тот получил серьёзную травму глаза.

## Инцидент8 февраля2009
8 февраля 2009 в одном из ночных клубов венгерского города Веспрем, за одноимённую команду которого играл Жарко, случилась трагедия. Группа из 30 человек, вооружённых ножами, напала на отдыхавших гандболистов: серба Жарко Шешума, хорвата Ивана Пешича и румына Мариана Козму. Поводом стал тот факт, что Козма танцевал с девушкой одного из нападавших. В результате потасовки Козма получил ножевое ранение в сердце, от которого скончался в больнице. Шешуму и Пешичу также пришлось отправиться в больницу: у Жарко была черепно-мозговая травма, а Пешичу пришлось удалить почку.

## Статистика
Статистика Жарко Шешума в сезоне 2017/18 указана на 5.6.2018
| Сезон        | Клуб                 | Лига       | Матчи | Голы | 7-метр | Голы |
| ------------ | -------------------- | ---------- | ----- | ---- | ------ | ---- |
| 2010/11      | Райн-Неккар Лёвен    | Бундеслига | 22    | 62   | 4      | 58   |
| 2011/12      | Райн-Неккар Лёвен    | Бундеслига | 27    | 86   | 4      | 82   |
| 2012/13      | Райн-Неккар Лёвен    | Бундеслига | 32    | 87   | 3      | 84   |
| 2013/14      | Райн-Неккар Лёвен    | Бундеслига | 14    | 12   | 0      | 12   |
| 2014/15      | Frisch Auf Göppingen | Бундеслига | 36    | 143  | 0      | 143  |
| 2015/16      | Frisch Auf Göppingen | Бундеслига | 32    | 108  | 2      | 106  |
| 2016/17      | Frisch Auf Göppingen | Бундеслига | 29    | 68   | 0      | 68   |
| 2017/18      | Frisch Auf Göppingen | Бундеслига | 28    | 68   | 0      | 68   |
| 2014–по н.в. | Итого                | Бундеслига | 220   | 634  | 13     | 621  |